# Кабулов, Анатолий Зухурович
Анатолий Зухурович Кабулов (14 февраля 1934, Ташкент — 31 июля 2003, Москва) — советский и узбекский режиссёр, сценарист и актёр. Заслуженный артист Узбекской ССР (1973). Лауреат Государственной премии Узбекской ССР имени Хамзы (1983).

## Биография
Родился в семье Зухура Кабулова. В 1958 году окончил режиссёрский факультет Ташкентского театрально-художественного института. В 1955—1960 годах работал артистом, затем главным режиссёром Узбекской государственной эстрады.
В 1958—1964 годах работал старшим преподавателем мастерства актёра в Ташкентском театрально-художественном институте, в 1961—1964 годах — режиссёром Узбекского академического театра драмы имени Хамзы.
С 1964 года работал режиссёром киностудии «Узбекфильм». Выступил режиссёром ряда художественных и документальных фильмов, а также сценаристом мультипликационных фильмов и автором детских пьес. Снялся в нескольких фильмах, преимущественно в эпизодических ролях. Был членом Коммунистической партии Советского Союза с 1970 года.
Умер в Москве. Похоронен на Востряковском кладбище.

## Фильмография

### Актёр
- 1965 — Листок из блокнота — эпизод
- 1965 — Одержимый — юродивый
- 1968 — Парень и девушка — студент, переодетый в цыганку
- 1973 — Чинара — эпизод
- 1975 — Как Хашим был большим — режиссёр театра
- 1975 — Ты, песня моя — фокусник
- 1977 — Это было в Коканде — представитель Ахмедова
- 1989 — Шок — эпизод
- 1990 — Гончар и горшок — дедушка с внуком
- 1990 — Продавец снов — волшебник Огима
- 1991 — Камми — писатель

### Режиссёр
- 1967 — Войди в мой дом
- 1970 — Слепой дождь
- 1975 — Ты, песня моя
- 1981 — Непокорная
- 1984 — Клятва Джантая

### Сценарист
- 1967 — Рахим и жук
- 1968 — Храбрый воробей
- 1974 — Сказка о пастухе и прекрасной принцессе
- 1980 — Волшебная серна
- 1984 — Фарух и Зумрад

## Память
В 2010 году вышел документальный фильм «Ялла… Начало…» режиссёра Алиаскара Фатхуллина, куда также вошли архивные фотографии актёров, в том числе и Анатолия Кабулова.

## Награды
- 1973 — Заслуженный артист Узбекской ССР[1]
- 1983 — Государственная премия Узбекской ССР имени Хамзы[2]